# Borzov
Borzov je priimek več oseb:
- Nikolaj Aleksandrovič Borzov, sovjetski general
- Valerij Borzov, sovjetski atlet